# Trung đoàn Không vận Đặc nhiệm 160
'Trung đoàn Không vận Đặc nhiệm 160 Hoa Kỳ' (tiếng Anh: 160th Special Operations Aviation Regiment (Airbone), viết tắt: 160th SOAR (A)), hay còn được biết đến với biệt danh Kẻ theo dõi đêm, là một lực lượng đặc biệt của Lục quân Hoa Kỳ, có nhiệm vụ hỗ trợ không vận bằng trực thăng cho các lực lượng đặc biệt tác chiến dưới mặt đất. Các nhiệm vụ của đơn vị này bao gồm tấn công, đột kích và trinh sát. Các hoạt động này thường diễn ra vào ban đêm, ở tốc độ cao, độ cao thấp và trong thời gian ngắn nhất có thể. Trung đoàn 160 có trụ sở tại Pháo đài Campbell, Kentucky, Hoa Kỳ.

## Tổng quan
Trung đoàn bao gồm một trung đoàn chính, bốn tiểu đoàn cùng với một tiểu đoàn chuyên huấn luyện. Trung đoàn chính, tiểu đoàn 1, tiểu đoàn 2 và tiểu đoàn chuyên huấn luyện đóng tại Pháo đài Campbell, tiểu đoàn 3 đóng tại Sân bay Lục Quân Hunter, bang Georgia, và tiểu đoàn 4 đóng tại Pháo đài Lewis, bang Washington.
Thành phần của Trung đoàn 160 bao gồm những phi công, chỉ huy và binh lính hỗ trợ giỏi và sáng giá nhất. Các sĩ quan sẽ tình nguyện đăng ký gia nhập hoặc được chỉ định tham gia bởi Bộ Tư lệnh đặc trách Nhân sự Lục Quân Hoa Kỳ. Trung đoàn 160 trước đây chỉ tìm kiếm các binh sĩ nam cho các vị trí chiến đấu, nhưng từ tháng 6 năm 2013, cũng đã mở các vị trí đó cho nữ giới.
Để gia nhập trung đoàn 160, tất cả sĩ quan và binh sĩ bắt buộc phải hoàn thành khóa huấn luyện "Green Platoon", nơi mà họ được đào tạo chuyên sâu về "các phương pháp nâng cao của năm kỹ năng tác chiến cơ bản: người phản ứng đầu tiên, định hướng trên mặt đất, tác chiến, vũ khí và phối hợp đồng đội". Khoá huấn luyện về vũ khí bao gồm hàng ngàn các bài kiểm tra nhắm bắn với các loại vũ khí: súng lục Beretta M9, súng trường carbine M4, súng trường tấn công AK-47 và súng trường tấn công AK-74. Những binh sĩ đã không vượt qua khoá đào tạo lần đầu có thể tham gia lại, tuy nhiên không đảm bảo rằng những binh sĩ tham gia khoá huấn luyện "Green Platoon" sẽ đều vưọt qua và được gia nhập vào trung đoàn. Một khoá đào tạo cơ bản cho các binh sĩ thường kéo dài năm tuần và khoá đào tạo cho sĩ quan thường dài từ 20 đến 28 tuần.

## Lịch sử

### Những năm 1980 và 1990
Sau chiến dịch Eagle Claw năm 1980 với mục tiêu giải cứu các con tin người Mỹ bị bắt tại Tehran, Iran thất bại thảm hại, tổng thống Hoa Kỳ Jimmy Carter yêu cầu cựu Tham mưu trưởng Hải Quân Hoa Kỳ là Đô đốc James L. Holloway III nghĩ ra cách để Quân đội Hoa Kỳ có thể thực hiện các chiến dịch tương tự với tỉ lệ thành công cao nhất. Tại thời điểm này, quân đội Hoa Kỳ không có một đơn vị trực thăng nào được huấn luyện cho kiểu chiến dịch đặc biệt bí mật và nhanh chóng như vậy.
Lục quân Hoa Kỳ thường giao các nhiệm vụ này cho Nhóm Không vận thuộc Sư đoàn Không quân 101 có kinh nghiệm chiến trường dày dặn nhất trong tất cả các đơn vị trực thăng, và lựa chọn thêm các phần tử từ Tiểu đoàn Không vận 158, Tiểu đoàn Không vận 229 và Tiểu đoàn Không vận 159. Các phi công được chọn sẽ phải tham gia khóa huấn luyện bay đêm cam go.
Đơn vị tạm thời này có tên Tổ Đặc Nhiệm 158 bởi vì phần lớn thành viên trong đội là các phi công Black Hawk tách ra từ Tiểu đoàn Không vận 158. Phù hiệu "Screaming Eagle" (Tiếng thét Đại bàng) của Sư đoàn Không quân 101 cũng xuất hiện trên quân phục của các phi công. Những chiếc Black Hawk và Chinook vẫn tiếp tục hoạt động xung quanh Sân bay Quân đội Campbell ở phía bắc và Sân bay Trực thăng Lục Quân Saber ở phía nam của Pháo đài Campbell. Chiếc OH-6 Cayuses, loại máy bay đã biến mất khỏi kho của Sư đoàn Không quân 101 sau Chiến tranh Việt Nam được giấu tại một khu vực chứa đạn dược và vũ khí được biết với tên gọi "SHOC Pad" (Sân SHOC), viết tắt của "Special Helicopter Operations Company" (Sân Trực thăng Đặc nhiệm).
Khi nhóm phi công đầu tiên hoàn thành huấn luyện vào mùa thu 1980, chiến dịch thứ hai để giải cứu các con tin được lên kế hoạch vào những ngày đầu năm 1981. Với tên gọi Chiến dịch Honey Badger, chiến dịch bị hoãn sau khi các con tin được thả ra vào buổi sáng lễ nhận chức của Tổng thống Ronald Reagan.
Khả năng của đơn vị được xem là quá quan trọng để bị mất trong tương lai. Đơn vị mới nhanh chóng được biết đến khi Lục Quân công bố lực lượng không vận ban đêm của họ, và cũng là Đơn vị Trực thăng Đặc nhiệm duy nhất. Các phi công cũng như phi cơ đã cải tiến sẽ không được trả về Sư đoàn 101. Các thành viên nguyên thủy của Trung đoàn gọi ngày hôm đó là "ngày con đại bàng rời tổ". Các phù hiệu của Trung đoàn 101 bị tháo xuống, nhân sự cũng như trang bị sẽ được bàn giao và các tục lệ mới được hình thành. Đơn vị được chính thức hình thành vào ngày 16 tháng 10 năm 1981 khi đó có tên là Tiểu đoàn Không vận 160.
Những kẻ theo dõi đêm lần đầu tiên đến mặt trận trong Chiến dịch Cơn cuồng bạo Cấp bách (Operation Urgent Fury), Quân đội Hoa Kỳ xâm lược Grenada.

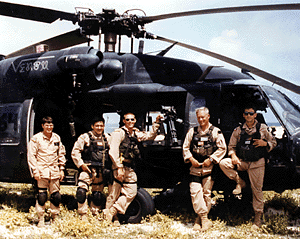
Phi hành đoàn của Super 6-4 một tháng trước Trận chiến tại Mogadishu. Từ trái: Winn Mahuron, Tommy Field, Bill Cleveland, Ray Frank và Michael Durant.

Năm 1986, đổi tên thành Nhóm Không vận 160 (Kỵ binh trên không). Khi sự cần thiết một Đơn vị Trực thăng Đặc nhiệm bùng phát, Trung đoàn kích hoạt ba Tiểu đoàn, một nhóm trực thuộc riêng lẻ và hợp nhất một đơn vị Lính Vệ Quốc Lục Quân, Tiểu đoàn số 1 và Tiểu đoàn Không vận 245.
Từ năm 1987 đến 1988, các phi công tham gia vào Chiến dịch Lòng tin Đúng đắn, bảo vệ các con tàu chở dầu đổi cờ trên nóc vì lý do an ninh khi đi qua Vịnh Persian trong Chiến tranh Iran-Iraq. Họ bay từ các tàu chiến của Hải Quân Hoa Kỳ và các xà lan chở dầu được quân Hoa Kỳ thuê bí mật trong Chiến dịch Cơ hội Lớn (Operation Prime Chance). Và cũng trong chiến dịch này, một trong các phi công đã trở thành người đầu tiên sử dụng kính nhìn đêm và thiết bị hồng ngoại trong chiến đấu ban đêm.

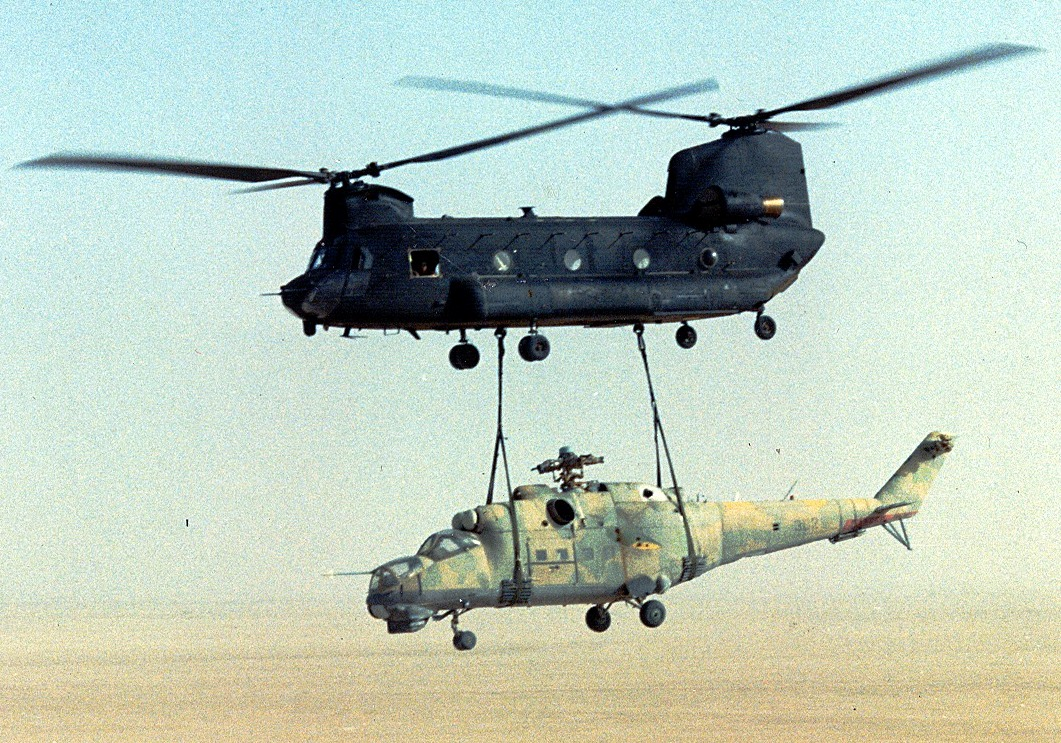
Một chiếc CH-47 của trung đoàn 160 đang kéo theo một chiêc Mi-24 ra khỏi Chad trong chiến dịch Mount Hope III.

Tháng 6, 1988, đơn vị tiến hành Chiến dịch Núi Hy vọng III (Operation Mount Hope III). Phi hành đoàn thuộc hai chiếc MH-47 bay 490 dặm (790 km) sâu vào Chad để thu hồi một chiếc trực thăng chiến đấu cỡ trung của Nga là Mi-24 Hind.
Những kẻ theo dõi đêm là mũi giáo tiên phong cho Chiến dịch Chính nghĩa (Operation Just Cause), cuộc xâm lược năm 1989 vào Panama, họ cũng tham gia trong Chiến dịch Bão táp Sa mạc (Operation Desert Storm) năm 1991.
Tháng 10 năm 1993, Somalia, những Kẻ theo dõi đêm tham gia vào Cuộc chiến tại Mogadishu, sau này là một trong các đối tượng chính của cuốn sách Diều Hâu Gãy Cánh (Black Hawk Down) cũng như là bộ phim ăn theo. Hai chiếc Black Hawks của Trung đoàn 160, là Super 6-1 (điều khiển bởi Cliff Wolcott), và Super 6-4 (điều khiển bởi Mike Durant), bị bắn hạ trong trận chiến. Năm trong số tám mươi người thiệt mạng (không tính thương vong mười chín người sau chiến dịch) trong Trận Mogadishu là thành viên của Trung đoàn 160 (A) thiệt mạng cùng với tổn thất hai chiếc trực thăng Black Hawk.

### Chiến tranh chống khủng bố
Afghanistan, 2001, ngày 19 tháng 10, một chiếc MH-47E chở ODA 595 hạ cánht tại Dehi. Họ bay khoảng 150 dặm từ Karshi-Khanabad (K2) với điểm đến là Uzbekistan. Một vài tuần sau, ODA 595 và ODA 555 cũng với các đồng minh phương Bắc giành lại được thành phố Mazari Sharif từ tay Taliban.
Tháng 12, cùng năm, những Kẻ theo dõi đêm đóng vai trò quan trọng trong việc tiếp tế cho hơn 150 biệt kích từ Lực lượng Delta, Đơn vị Tàu chiến Đặc biệt của Anh và Đơn vị Hoạt động Đặc biệt của Cục Tình báo Trung ương Hoa Kỳ trong cuộc săn người với mục tiêu là trùm khủng bố Osama bin Laden tại dãy núi Tora Bora.
Philippines, 2002, một chiếc trực thăng vận tải Chinook biến mất - 10 người thiệt mạng trong khi đang hỗ trợ đặc nhiệm từ Lục Quân Phillipines trong nỗ lực giải cứu linh mục người Mỹ Gracia Burnham từ Wichita, bang Kansas bị bắt giữ trong khoảng hai năm. Chồng của cô là Martin bị giết cũng trong chiến dịch ấy. Sau này, 2002, Trung đoàn 160 hỗ trợ một cuộc mai phục của Lục Quân Philippines trên biển, giết chết Abu Sayyaf, một tên trùm khủng bố.

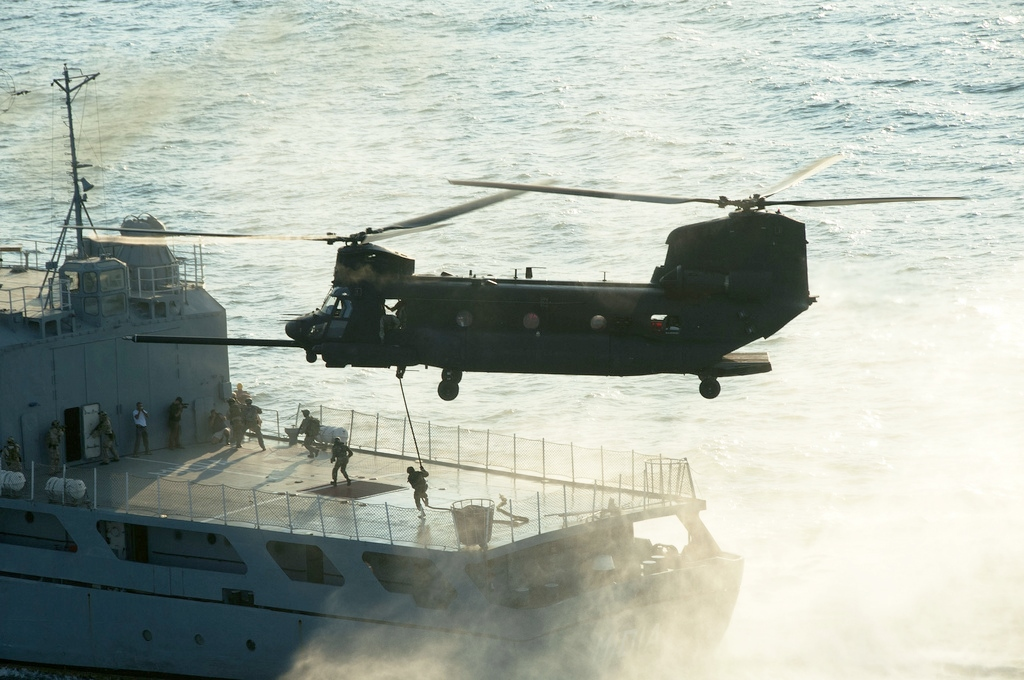
Một chiếc trực thăng MH-47 Chinook tham gia cuộc tập trận Jackal Stone năm 2011

Afghanistan, 2005, tám Kẻ theo dõi đêm mất tích cùng với tám biệt kích Navy SEALs trong một nhiệm vụ giải cứu Marcus Luttrell, sau khi chiếc trực thăng vận tải MH-47 Chinook bị bắn trúng bởi một quả tên lửa RPG. Họ được gửi đi để tìm dấu Luttrell sau Chiến dịch Đôi cánh đỏ (Operation Red Wings), trong đó còn có ba biệt kích SEALs, bị mai phục và thiệt mạng, bỏ lại Luttrell là người sống sót duy nhất. Những Kẻ theo dõi đêm thiệt mạng trong nhiệm vụ tìm và giải cứu bao gồm:
- Trung sĩ Shamus O. Goare, 29 tuổi từ Danville, bang Ohio.
- Sĩ quan Trung cấp Corey J. Goodnature, 35 tuổi từ Clarks Grove, bang Minnesota.
- Trung sĩ Kip A. Jacoby, 21 tuổi từ Pompano Beach, bang Florida
- Trung sĩ Nhất Marcus V. Muralles, 33 tuổi từ Shelbyville, bang Indiana.
- Thượng sĩ James W. Ponder III, 36 tuổi từ Franklin, bang Tennessee.
- Thiếu tá Stephen C. Reich, 34 tuổi từ Washington Depot, bang Connecticut.
- Trung sĩ Nhất Michael L. Russell, 31 tuổi từ Stafford, bang Virginia.
- Sĩ quan Trung cấp Chris J. Scherkenbach, 40 tuổi từ Jacksonville, bang Florida.

Trung đoàn 160 cung cấp hỗ trợ từ trực thăng trong hàng loạt các vụ tấn công chớp nhoáng cho các đơn vị đặc nhiệm trong chiến tranh xâm lược Iraq năm 2003. Một trong số đó là nhiệm vụ giải cứu Binh nhất Jessica Lynch bị bắt làm tù binh năm 2003, cuộc tấn công tại Al Qadisiyah cũng như là điệp vụ giải cứu ba lính đánh thuê người Ý và một doanh nhân người Ba Lan và bị đòi tiền chuộc bởi quân nổi dậy Iraq nằm 2004.
Các trực thăng của những Kẻ theo dõi đêm được triển làm năm 2008 tại tập trận chống khủng bố của Bộ chỉ huy Chiến dịch Đặc biệt tại Denver.
Ngày 24 tháng 4 năm 2008, Đại đội D, Tiểu đoàn 3, Trung đoàn 160 bị dừng hoạt động trong một nghi lễ được tiến hành tại Sân bay Lục Quân Hunter, bang Georgia là một phần của một cuộc đổi mới.
Trung đoàn 160 cũng có liên quan trong đợt tấn công Abu Kamal năm 2008.
Ngày 19 tháng 8 năm 2009, bốn Kẻ theo dõi đêm từ Đại đội D, Tiểu đoàn 1, Trung đoàn 160 thiệt mạng trong một vụ rơi máy bay MH-60 Black Hawk tại Leadville, bang Colorado trong một cuộc huấn luyện bay trong môi trường núi.
Ngày 22 tháng 10 năm 2009, một chiếc trực thăng từ Tiểu đoàn 3 đâm vào tàu USNS Arctic trong một đợt tập trận liên quân bao gồm đu dây ở ngoài khơi Fort Story, Virginia. Vụ tai nạn giết chết một binh sĩ, Trung sĩ Nhất James R. Stright, 29 tuổi và làm bị thương tám người, ba người bị thương nghiêm trọng.
Tháng 5, 2011, những Kẻ theo dõi đêm thả biệt kích và bảo vệ họ trong cuộc tấn công tiêu diệt trùng khủng bố Osama bin Laden.
Ngày 15 tháng 1 năm 2014, một chiếc trực thăng MH-60 Black Hawk từ Trung đoàn 160 hạ cánh khẩn cấp tại Sân bay Lục Quân Hunter, bang Georgia. Một binh sĩ thiệt mạng với hai người khác bị thương.
Ngày 4 tháng 7 năm 2014, các Kẻ theo dõi đêm thả các biệt kích từ Lực lượng Delta vào Bắc Syria để giải cứu nhà báo James Foley và các con tin người Mỹ khác từ tay Nhà nước Hồi Giáo tự xưng (IS). Một người Mỹ bị thương và không hề có con tin nào được tìm thấy.

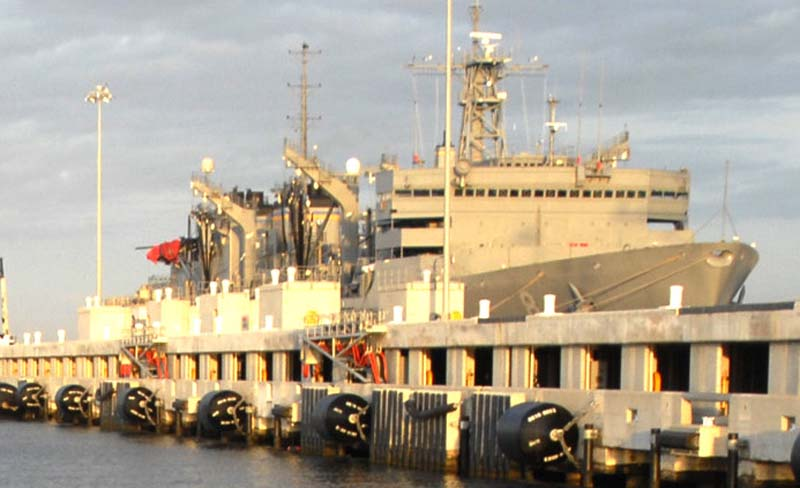
Một chiếc trực thăng từ đơn vị bị rơi trong một cuộc tập trận được che phủ bởi tấm bạt màu đỏ (ở giữa phía trái) trên tàu Arctic sau tai nạn.

### Danh sách các chiến dịch
| Chiến dịch                   | Quốc gia               | Năm       |
| ---------------------------- | ---------------------- | --------- |
| Chiến dịch Urgent Fury       | Grenada                | 1983      |
| Chiến dịch Prime Chance      | Vịnh Ba Tư             | 1987-1988 |
| Chiến dịch Mount Hope III    | Chad                   | 1988      |
| Chiến dịch Just Cause        | Panama                 | 1989      |
| Chiến dịch Desert Shield     | Iraq                   | 1990      |
| Chiến dịch Desert Storm      | Iraq                   | 1991      |
| Chiến dịch Restore Hope      | Somalia                | 1993      |
| Chiến dịch Gothic Sherpent   | Somalia                | 1993      |
| Chiến dịch Enduring Freedom  | Afghanistan / Pakistan | 2001-nay  |
| Chiến dịch Iraqi Freedom     | Iraq                   | 2003-2010 |
| Chiến dịch Celestial Balance | Somalia                | 2009      |
| Chiến dịch New Dawn          | Iraq                   | 2010-2011 |
| Chiến dịch Neptune Spear     | Pakistan               | 2011      |
| Chiến dịch Inherent Resolve  | Syria / Iraq           | 2014-nay  |
| Chiến dịch Kayla Mueller     | Syria                  | 2019      |

## Trang bị

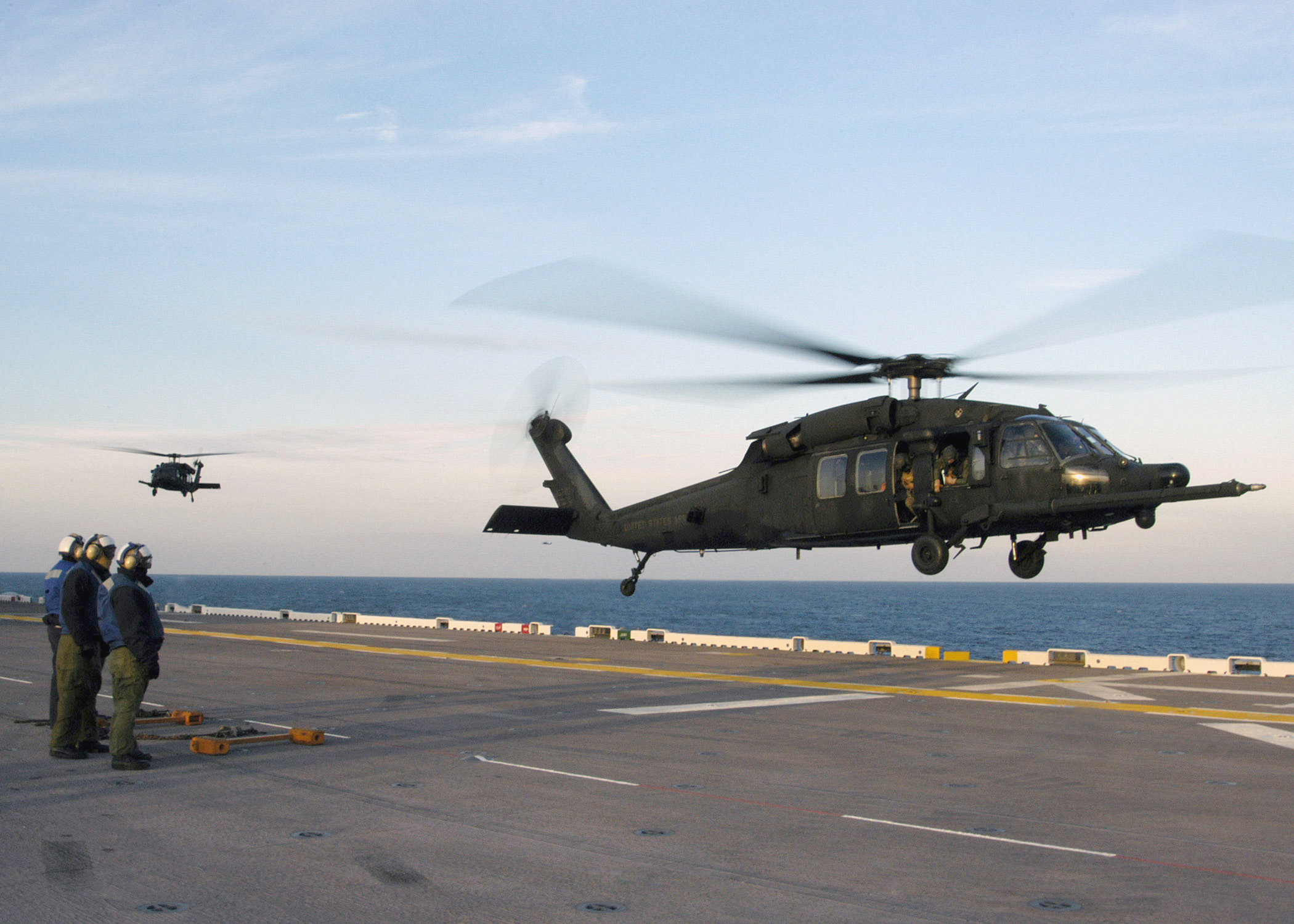
Một chiếc MH-60M đang hạ cánh xuống hàng không mẫu hạm USS Bataan (LHD-5).

Trung đoàn 160 SOAR điều khiển các trực thăng vận tải MH-74G Chinooks, trực thăng đa nhiệm A/MH-6M Little Birds, trực thăng đa nhiệm MH-60K Black Hawks và MH-60L Black Hawks.
| Loại máy bay         | Số lượng |
| -------------------- | -------- |
| MH/AH-6M Little Bird | 51       |
| MH-47G Chinook       | 61       |
| MH-60M Black Hawk    | 72       |
| Tổng                 | 184      |

## Tổ chức
Chỉ huy: Đại tá Scott D. Wilkinson
Thượng sĩ Chỉ huy: Thượng sĩ Chỉ huy Matthew L. Brown
Sĩ quan Trung cấp Chỉ huy: Sĩ quan Trung cấp Mark B. Baker
| Đơn vị | Địa điểm                                         |
| --- | ------------------------------------------------ |
| Tổng hành dinh - Tổng hành dinh và Đại đội Tổng hành dinh | Fort Campbell, bang Kentucky                     |
| - Đại đội Huấn luyện Phi công Đặc nhiệm | Fort Campbell, bang Kentucky                     |
| Tiểu đoàn 1 - Tổng hành dinh và Đại đội Tổng hành dinh - Đại đội Trực thăng Tấn công Hạng nhẹ (AH-6M) - Đại đội Trực thăng Công kích Hạng nhẹ (MH-6M) - Đại đội Trực thăng Công kích Hạng trung (MH-60L DAP) - Đại đội Trực thăng Công kích Hạng trung (MH-60K) - Đại đội Trực thăng Công kích Hạng trung (MH-60M) - Đại đội Bảo quản Máy bay | Fort Campbell, bang Kentucky                     |
| Tiểu đoàn 2 - Tổng hành dinh và Đại đội Tổng hành dinh - Đại đội Trực thăng Công kích Hạng nặng (MH-47G) - Đại đội Trực thăng Công kích Hạng năng (MH-47G) - Đại đội Bảo quản Máy bay | Fort Campbel, bang Kentucky                      |
| Tiểu đoàn 3 - Tổng hành dinh và Đại đội Tổng hành dinh - Đại đội Trực thăng Công kích Hạng trung (MH-60L) - Đại đội Trực thăng Công kích Hạng nặng (MH-47G) - Đại đội Trực thăng Công kích Hạng nặng (MH-47G) - Đại đội Bảo quản Máy bay | Sân bay Lục Quân Hunter, bang Georgia            |
| Tiểu đoàn 4 - Tổng hành dinh và Đại đội Tổng hành dinh - Đại đội Trực thăng Công kích Hạng trung (MH-60L) - Đại đội Trực thăng Công kích Hạng nặng (MH-47G) - Đại đội Trực thăng Công kích Hạng nặng (MH-47G) - Đại đội Bảo quản Máy bay | Sân bay Liên quân Lewis-McChord, bang Washington |